# Mikki Moore
Pour les articles homonymes, voir Moore.
Clinton Renard « Mikki » Moore (né le 4 novembre 1975 à Orangeburg, Caroline du Sud) est un joueur américain de basket-ball, évoluant au poste de pivot dans l'équipe NBA des Warriors de Golden State.

## Carrière
Mikki Moore évolua à l'Université du Nebraska–Lincoln. Il y réalise des moyennes de 8,6 points, 55,3 % de réussite aux tirs, 5,8 rebonds et 2,10 contres en 114 rencontres en 4 saisons à Nebraska de 1993 à 1997.
Moore ne fut pas drafté à sa sortie de l'université, où il fut le meilleur contreur de l'histoire de l'école. Il a joué dans huit équipes différentes en NBA, les Detroit Pistons (1998-2002), les Celtics de Boston (2002-2003), les Hawks d'Atlanta (2002-2003), le Jazz de l'Utah (2003-2004), les Clippers de Los Angeles (2004-2005), les SuperSonics de Seattle (2005-2006), les Nets du New Jersey (2006-2007), les Kings de Sacramento (2007-2009) puis encore les Celtics depuis février 2009. Il a également joué dans d'autres ligues américaines, en CBA et en NBDL, où il porta le maillot des Roanoke Dazzle. Il fut sélectionné dans la "All-NBDL 1st Team" et nommé "NBDL Defensive Player of the Year" lors de la saison 2002-2003.
Le 27 juin 2006, Moore est transféré des Sonics aux Nets en échange d'un second tour de draft 2009. À la suite de la blessure de Nenad Krstić, Moore obtient un temps de jeu plus important et connait alors sa meilleure saison en NBA, avec des moyennes de 9,8 points et 5,1 rebonds par match et étant le joueur le plus adroit de la ligue aux tirs avec un pourcentage de 60,9 % de réussite, devenant le premier joueur non-drafté de l'histoire de la NBA à terminer leader de cette catégorie statistiques.
Le 13 juillet 2007, Moore signe un contrat de 3 ans et 18 millions de dollars avec les Kings de Sacramento. Il est devenu un joueur clé de l'effectif des Kings.
Laissé libre par des Kings souhaitant reconstruire, il signe le 24 février 2009 un contrat avec les Celtics de Boston qui l'enrôlent afin de pallier notamment la blessure de leur intérieur vedette Kevin Garnett.